# Copa Ilustre Municipalidad de Valparaíso 1995
La Copa Ilustre Municipalidad de Valparaíso fue disputada por Everton y Universidad Católica el 31 de enero de 1995 en el Estadio Regional Chiledeportes, entonces conocido como Estadio Playa Ancha.
Universidad Católica, que presentaba entre sus nuevas contrataciones a Ricardo Lunari y Marcelo Barticciotto, abrió la cuenta a los 23` por intermedio de Néstor Gorosito de penal. Everton obtuvo la igualdad cuatro minutos más tarde, también desde los doce pasos, a través de su portero Marco Antonio Cornez. A falta de quince minutos para que se cumpliera el tiempo reglamentario, fue expulsado Sergio Vázquez en Católica. 
El marcador terminó igualado 1:1 por lo tanto fue necesario definir al ganador del trofeo mediante lanzamientos penales. Tras imponerse por 3:1 en esta instancia, el campeón de la Copa Ilustre Municipalidad de Valparaíso 1995 fue Universidad Católica.
| 31 de enero de 1995 | Everton    | 1:1 (1:1) | Universidad Católica | Estadio Regional Chiledeportes, Valparaíso            |                                                       |
|                     | Cornez 27' |           | Gorosito 23'         | Asistencia: 4264 espectadores Árbitro(s): Luis Osorio | Asistencia: 4264 espectadores Árbitro(s): Luis Osorio |

| Campeón Universidad Católica |